# Spec Sharp
Spec# — язык программирования с поддержкой особенностей языка спецификаций, расширяющих возможности языка программирования C# контрактным программированием, так, как это сделано в языке Эйфель, включая объектные инварианты, предусловия и постусловия. Как и ESC/Java, язык содержит инструмент статической проверки, основанный на доказательстве теорем, позволяющий статически проверять большинство таких инвариантов. Также он включает в себя множество других не столь значимых дополнений, как например, ненулевые ссылочные типы.
Microsoft Research разработала оба языка Spec# и C#. Spec# же послужил основой для создания языка Sing#, разработанный также Microsoft Research.

## Пример
Данный пример демонстрирует две базовые структуры, используемые при добавлении контрактов в ваш код.
```
    
static
 
void
 
Main
(
string
!
[]
 
args
)

        
requires
 
args
.
Length
 
>
 
0

    
{

        
foreach
(
string
 
arg
 
in
 
args
)

        
{

            
Console
.
WriteLine
(
arg
);

        
}

    
}

```

- ! используется для создания ненулевого ссылочного типа, то есть вы не сможете присвоить ему нулевое значение. Это отличается от нулевых типов, которые допускают присваивание им значений типа null.

- requires («требует») означает условие, выполнимое в данном коде. В этом случае длина args не должна быть равной нулю или меньше.

## Дополнительные источники
- Веб-сайт Spec# от Microsoft Research
- Spec# на сайте Codeplex